# Protandrena swenki
Protandrena swenki là một loài Hymenoptera trong họ Andrenidae. Loài này được Crawford mô tả khoa học năm 1913.